# Franz Eichhorst
Franz Eichhorst (Berlino, 7 settembre 1885 – Innsbruck, 30 aprile 1948) è stato un pittore e incisore tedesco.
Si formò all'Accademia delle arti di Prussia, dove fu allievo di Friedrich Kallmorgen.
A partire dagli anni venti cominciò a trascorrere i mesi estivi in Austria, a Matrei in Osttirol, dove aprì un suo studio.
Negli anni del Terzo Reich fu particolarmente noto per i suoi quadri di guerra, tra i quali il ciclo dipinto per il Municipio di Schöneberg. Era molto apprezzato dallo stesso Hitler, che nel 1938 gli concesse il titolo di Professore.